# Mon beau-frère a tué ma soeur
Mon beau-frère a tué ma soeur è un film del 1986 diretto da Jacques Rouffio.